# Schmaritzen
Schmaritzen ist eine Ortschaft in der Gemeinde Straßburg im Bezirk Sankt Veit an der Glan in Kärnten. Die Ortschaft hat 15 Einwohner (Stand 1. Jänner 2024). 

## Lage
Die Ortschaft liegt auf dem Gebiet der Katastralgemeinde St. Georgen. Auf dem Höhenrücken etwa 1 km nördlich von St. Georgen stehen die Ruinen des Schmaritzerhofs sowie die Brunngraber-Keusche (Nr. 3) und das Haus Nr. 6. Im Graben des Pabenbergerbachs (früher: Dörbach) nördlich von Mellach und an der Auffahrt aus diesem Graben befinden sich die Häuser Nr. 1 (Weierbauer), 2, 4, 5, 7 und 8.

## Schmaritzenhof

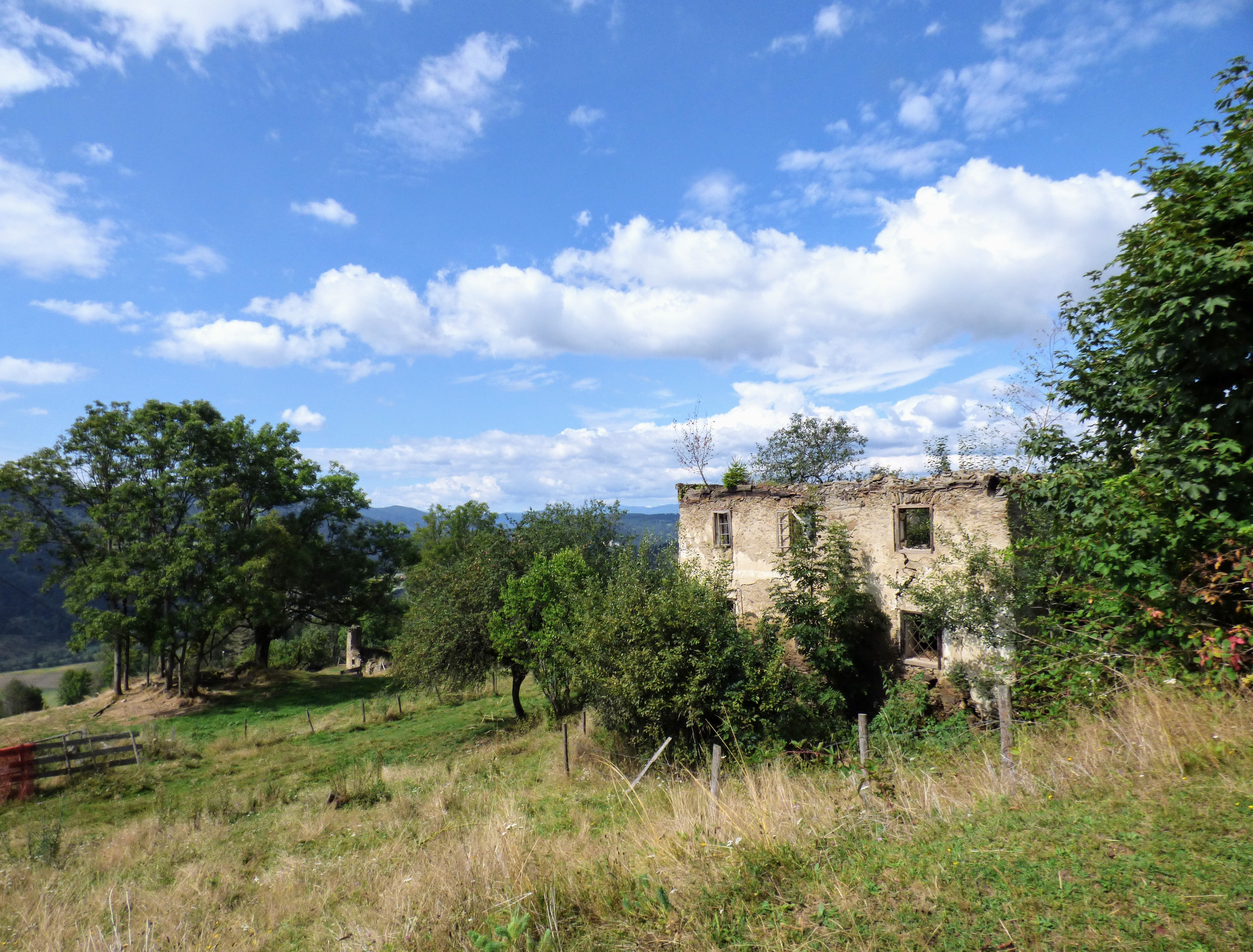
Ruine des Schmaritzenhofs

Der landtäfliche Schmaritzenhof war ein kleiner spätmittelalterlicher spätgotischer Wehrbau. Das denkmalgeschützte renaissancezeitlich umgestaltete und sgraffitoverzierte (1586) Haus brannte 2009 ab. Der Denkmalschutz wurde daraufhin aufgehoben, das Gebäude verfällt.

## Geschichte
Der Ortsname könnte sich vom slowenischen smrećen (= Fichten) ableiten.
Seit Gründung der Ortsgemeinden Mitte des 19. Jahrhunderts gehört Schmaritzen zur Gemeinde Straßburg.

## Bevölkerungsentwicklung
Für die Ortschaft ermittelte man folgende Einwohnerzahlen:
- 1869: 4 Häuser, 31 Einwohner[2]
- 1880: 4 Häuser, 41 Einwohner[3]
- 1890: 5 Häuser, 41 Einwohner[4]
- 1900: 6 Häuser, 35 Einwohner[5]
- 1910: 6 Häuser, 44 Einwohner[6]
- 1923: 6 Häuser, 36 Einwohner[7]
- 1934: 36 Einwohner[8]
- 1951: 4 Häuser, 29 Einwohner[9]
- 1961: 3 Häuser, 33 Einwohner[10]
- 2001: 6 Gebäude (davon 6 mit Hauptwohnsitz) mit 7 Wohnungen; 21 Einwohner und 0 Nebenwohnsitzfälle; 7 Haushalte; 0 Arbeitsstätten, 3 land- und forstwirtschaftliche Betriebe[11]
- 2011: 7 Gebäude, 22 Einwohner, 10 Haushalte, 0 Arbeitsstätten[12]
- 2021: 7 Gebäude, 15 Einwohner, 8 Haushalte, 1 Arbeitsstätte[13]